# 凯明区
凯明区是吉尔吉斯斯坦北部州份楚河州的一个区。该区面积为3,533平方（1,364平方英里），是楚河州面积最大的区，2009年常住人口为44,118人。政府驻地位于凯明。